# 初戀衝刺／青色未來
《初戀衝刺／青色未來》（日語：初恋ダッシュ/青い未来）是2009年1月28日發售由走廊奔跑隊的出道單曲。
本項是《初戀衝刺》的PV收錄的單曲DVD亦有記述。

## 概要
- 初回限定盤的DVD是由不同的內容構成。還有，夾克寫真亦各自不同。
- 初回限定盤C只有「青色未來／初戀衝刺」。
- 與AKB48相關的作品不同，PV本編的單曲CD沒被收錄在付屬DVD。

## 收錄曲

### 初回限定盤A（PCCA-02800）
1. 初戀衝刺
（作詞：秋元康　作曲：カイタツヤ　編曲：KnocKout）
2. 青色未來
（作詞：秋元康　作曲：鈴木大輔　編曲：野中"まさ"雄一）
東京電視台系動畫「BLUE DRAGON 天界的七龍」主題曲
3. 恋のチューイング
（作詞：秋元康　作曲：伊藤心太郎　編曲：田口智則、稲留春雄　歌：點心姐妹）
NHK教育「味楽る!ミミカ」2008年度片尾曲
4. 初戀衝刺（Instrumental）

DVD
- Making of 初戀衝刺

特典
- 首次登台&發行活動 參加券
- 原作・收集用卡片（1,2,3内1枚）封入

### 初回限定盤B（PCCA-02801）
1. 初戀衝刺
2. 青色未來
3. 恋のチューイング
4. 初戀衝刺（Instrumental）

DVD
- 特別電影「密着! 走廊奔跑隊的工作篇」

特典
- 首次登台&發行活動 參加券
- 原作・收集用卡片（4,5,6内1枚）封入

### 初回限定盤C（PCCA-02802）『青色未來／初戀衝刺』
1. 青色未來
2. 初戀衝刺
3. 恋のチューイング
4. 青色未來（Instrumental）

DVD
- 特別電影「初戀的味道是蛋糕的味道!」

特典
- 首次登台&發行活動 參加券
- 原作・收集用卡片（7,8,9内1枚）封入

### 通常盤（PCCA-02864）
1. 初戀衝刺
2. 青色未來
3. 恋のチューイング
4. 初戀衝刺（Instrumental）

特典
- 首次登台&發行活動 參加券
- 原作・收集用卡片（10,11,12内1枚）封入

## 初戀衝刺（單曲DVD）
2009年3月18日發售的走廊奔跑隊的1st單曲DVD。

### 收錄MV
1. 初戀衝刺
2. 初戀衝刺（〜走廊編〜）
3. 初戀衝刺（〜体育館編〜）

### 出演者
AKB48舊team B的成員時數人的演出。
- 柏木由紀・片山陽加・指原莉乃・仲谷明香・仁藤萌乃・米澤瑠美
- 佐伯美香・野口玲菜（單曲CD發售時所屬、現在畢業）